# Руктешель, Александр Константинович
Александр Константинович Руктешель (26 сентября (8 октября) 1862 — 29 июня 1940) — русский военный инженер, генерал-майор. Участник Первой мировой войны.

## Биография
После окончания Киевской Владимирской военной гимназии и 3-го военного Александровского училища в 1880 году был выпущен подпоручиком в Киевскую крепостную артиллерию. В 1885 году произведён в поручики.
В 1888 году после окончания Николаевской инженерной академии по 1-му разряду, был произведён в штабс-капитаны. В 1892 году был назначен заведующим практическими занятиями Брест-Литовской крепостной артиллерии. В 1895 году произведён в капитаны. В 1899 году произведён в подполковники.
В 1904 году после окончания Офицерской артиллерийской школы был произведён «за отличие» в полковники. С 9 ноября 1904 года назначен заведующим штаб-офицером крепостного отдела Офицерской артиллерийской школы.
В 1908 году произведён «за отличие» в генерал-майоры и назначен командующим Брест-Литовской крепостной артиллерии.
С 1914 года участник Первой мировой войне. С 1916 года командир 7-й полевой тяжёлой артиллерийской бригады. С 14 мая 1917 года инспектор артиллерии 15-го армейского корпуса.
После Октябрьской революции 1917 года служил в инженерном управлении РККА.